# Бретт Дікінсон
Бретт Дікінсон (англ. Brett Dickinson; нар. 4 грудня 1962) — колишній американський тенісист.
Найвищу одиночну позицію світового рейтингу — 176 місце досяг 5 жовтня 1987, парну — 92 місце — 19 травня 1986 року.
Найвищим досягненням на турнірах Великого шолома було 2 коло в парному розряді.
Його найбільшим досягненням був вихід у фінал парного розряду турніру Гран-прі Мельбурна на відкритому повітрі 1985 року разом з Роберто Саадом. У фіналі пара зазнала поразки від місцевої пари Даррена Кейгілла та Пітера Картера.
В одиночному розряді він дійшов до чвертьфіналу в Окленді в 1986 році, а наступного року виграв турнір Enugu Challenger у Нігерії.

## Фінали Гран-прі за кар'єру

### Парний розряд: 1 (0–1)
| Результат | W/L | Дата     | Турнір              | Покриття | Партнер      | Суперники                   | Рахунок  |
| --------- | --- | -------- | ------------------- | -------- | ------------ | --------------------------- | -------- |
| Поразка   | 0–1 | Гру 1985 | Мельбурн, Австралія | Трава    | Роберто Саад | Даррен Кейгілл Пітер Картер | 6–7, 1–6 |

## Титули на челленджерах

### Одиночний розряд: (1)
| Ранг | Рік  | Турнір         | Покриття | Суперник         | Рахунок       |
| ---- | ---- | -------------- | -------- | ---------------- | ------------- |
| 1.   | 1987 | Енугу, Нігерія | Тверде   | Станіслав Бірнер | 2–6, 6–2, 6–4 |

### Парний розряд: (2)
| Ранг | Рік  | Турнір       | Покриття | Партнер      | Суперники                        | Рахунок  |
| ---- | ---- | ------------ | -------- | ------------ | -------------------------------- | -------- |
| 1.   | 1984 | Каїр, Єгипет | Ґрунт    | Дрю Джітлін  | Марсел Фріман Тім Вілкінсон      | 7–6, 6–3 |
| 2.   | 1987 | Гваделупа    | Тверде   | Нелсон Аертс | Джонатан Кантер Деніс Ланґаскенс | 6–2, 6–3 |